# František Kašický
František Kašický (ur. 18 listopada 1968 w Gelnicy) – słowacki urzędnik państwowy i dyplomata, w latach 2006–2008 minister obrony, ambasador Słowacji przy NATO oraz w Norwegii i Islandii.

## Życiorys
W 1991 ukończył studia w wyższej wojskowej szkole pedagogicznej w Bratysławie (Vysoká vojenská pedagogická škola Bratislava). Kształcił się na różnych kursach, a w latach 2000–2001 studiował w Defense Language Institute w Teksasie. Pracował jako urzędnik w słowackim ministerstwie obrony, był m.in. sekretarzem prasowym, zastępcą dyrektora biura ministra i asystentem sekretarza stanu. W latach 2001–2003 pełnił funkcję dyrektora biura ministra i jednocześnie rzecznika prasowego. Następnie do 2004 zajmował stanowisko dyrektora jednej z resortowych służb wywiadu. W latach 2004–2006 zatrudniony w słowackim parlamencie, był sekretarzem komisji Rady Narodowej do spraw obrony i bezpieczeństwa.
Od lipca 2006 do stycznia 2008 z rekomendacji partii SMER sprawował urząd ministra obrony w rządzie Roberta Ficy. Złożył rezygnację z tego stanowiska w związku z krytyką co do prawidłowości przeprowadzanych przez resort przetargów.
Przeszedł następnie do pracy w dyplomacji. Jeszcze w tym samym roku objął funkcję stałego przedstawiciela Słowacji przy NATO, pełnił ją do 2013. Następnie do 2017 był ambasadorem w Norwegii, akredytowanym również w Islandii. Po zakończeniu misji pozostał dyplomatą w strukturze ministerstwa spraw zagranicznych.
W 2022 został burmistrzem miejscowości Častá.